# Ференц Чік
Ференц Чік (угор. Csik Ferenc, уроджений Ференц Ленгварі (угор. Lengvári Ferenc; 12 грудня 1913 — 29 березня 1945) — угорський плавець, олімпійський чемпіон і чемпіон Європи.

## Біографія
Ференц Ленгварі народився в 1913 році в Капошварі. Його батько загинув в Сербії під час Першої світової війни, і хлопчика усиновив його дядько по матері Ласло Чік, що дав йому своє прізвище.
У 1930 році Ференц Чік приїхав до Будапешта, щоб вчитися на лікаря, і став брати участь в змаганнях з плавання, швидко ставши зіркою. З 1933 по 1939 роки він завоював 18 золотих медалей першості Угорщини, в 1933 — срібну та бронзову медалі Універсіади, в 1934 році завоював дві золоті медалі чемпіонату Європи, в 1935 — три золотих медалі Універсіади. У 1936 році на Олімпійських іграх в Берліні Ференц Чік став володарем золотої медалі в плаванні на 100 м вільним стилем, і бронзової — в естафеті 4 × 200 м вільним стилем. У 1937 році він завоював 4 золоті медалі Універсіади.
У жовтні 1944 року Ференц Чік був покликаний на військову службу і став військовим лікарем. 29 березня 1945 загинув під час повітряного бомбардування, і був похований у спільній могилі; в 1947 році його останки були ексгумовані і перепоховані в Кестхейі.